# Ignasi Andreu de Queralt i Descatllar
Ignasi Andreu de Queralt i Descatllar   (Santa Coloma de Queralt, 18 d'abril de 1717 - Santa Coloma de Queralt, 3 de setembre de 1766) va ser un noble català, sisè comtat de Santa Coloma.

## Biografia
Fill de Joan de Queralt i de Xetmar i de Francesca Descatllar, possiblement va passar els anys d’infantesa a Santa Coloma, atès que es trobava al castell dels comtes en vida del seu cosí Francesc de Queralt i de Xemmar, que hi va morir el 30 de juliol de 1725.
Poc després de morir el seu pare, Ignasi assmí el comtat de Santa Coloma (29 de juliol de 1756) i es casà amb Maria Josepa de Pinós i Sureda el 27 de maig de 1757. Nou mesos més tard, el matrimoni batejà a Barcelona Joan Baptista de Queralt i de Pinós, futur comte de Santa Coloma.
No es coneixen gaires dades sobre la seva acció política. L’agost de 1758 es documenta a Ignasi a Santa Coloma, juntament amb el comte de Centelles; el 9 de setembre de 1762 reclama les eleccions per a les parròquies d'Aguiló, Santa Coloma i Giló.
Més enllà de la seva vila natal, també es té constància que enfortí l'economia senyorial d'El Catllar i propicia la construcció d’un molí paperer entre 1756 i 1762.
Dictà testament el 26 de novembre de 1763 i morí el 3 de setembre de 1766. Les seves despulles són enterrades a Santa Maria de Bell-lloc, al panteó familiar dels Queralt.